# Hermann Brandi

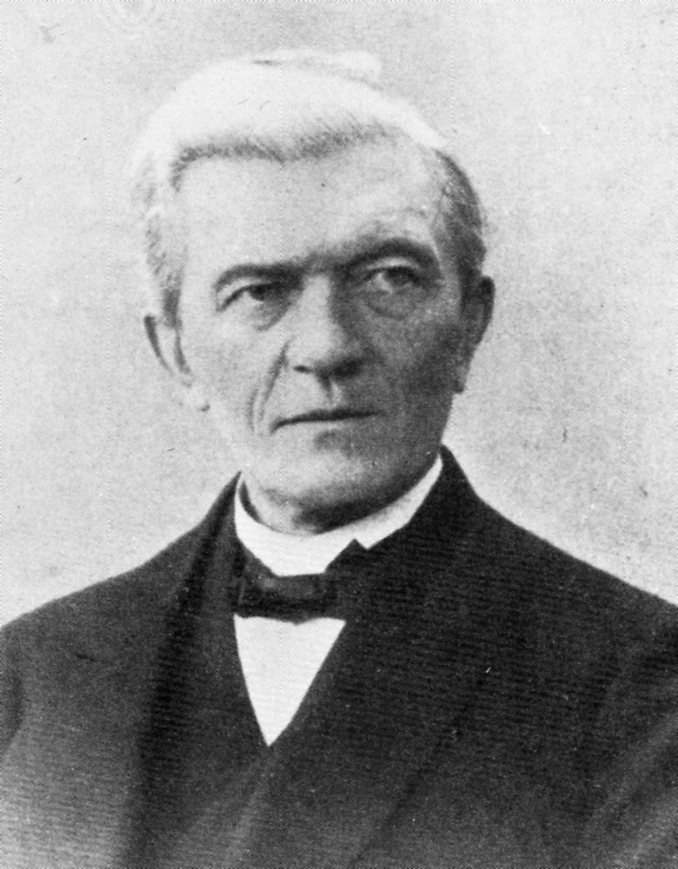
Hermann Brandi, um 1895

Hermann Theodor Brandi (* 30. Juli 1837 in Quakenbrück; † 17. März 1914 in Berlin) war ein Gymnasiallehrer und Schulreformer.

## Familie
Hermann Brandi entstammte einer über Hamburg nach Westfalen gekommenen, italienischen Familie. Er war ein Sohn des Kaufmanns Johann Laurenz Brandi in Osnabrück und der Kaufmannstochter Agnes Rohmann. Er heiratete Antonie Russel (1843–1925), eine Tochter des herzoglichen Arembergischen und königlich hannoverischen Oberamtmanns Karl Russell zu Sögel. Das Paar hatte die Kinder Karl Brandi (1868–1946), Historiker und Universitätsprofessor, Paul Brandi (1870–1960) Bankdirektor und 1. Beigeordneter der Stadt Essen, Else Hoberg, geb. Brandi (1873–1940), Ernst Brandi (1875–1937), Bergwerksdirektor. und Fritz Brandi (1877–1926), Rechtsanwalt und Notar.

## Leben
Brandi besuchte das Carolinum in Osnabrück und studierte in Göttingen Mathematik, Naturwissenschaften und Neuere Sprachen. Im Herbst 1858 kam er zur Ableistung des Probejahres als Schulamts-Kandidat nach Meppen. Er bemühte sich als einer der ersten Lehrer in Meppen um die naturwissenschaftliche Ausbildung. Naturwissenschaftliche Kenntnisse verbreitete er auch im Meppener Gesellschaftsclub. Hier hielt er Vorträge über die Spektralanalyse und über den Darwinismus. Brandi wurde zum Hilfslehrer, später zum Oberlehrer am Gymnasium in Meppen ernannt. 1869 zog er nach Papenburg, um dort die Leitung der Höheren Bürgerschule zu Papenburg, des späteren Realgymnasiums, zu übernehmen.
Als 1871 das katholische Konsistorium Osnabrück im Zuge des Schulaufsichtsgesetzes in eine kollegiale Behörde umgewandelt wurde, kam er als Schulmann mit seiner Familie nach Osnabrück. Nun Konsistorialrat ging Brandi daran, die ehemals geistliche Schulaufsicht in eine neue staatliche umzuformen. Er veröffentlichte 1887 Die wichtigsten Gesetze und Verfügungen betr. das Volksschulwesen in der Provinz Hannover mit besonderer Berücksichtigung des Regierungsbezirks Osnabrück. Vorher hatte er schon in Münster die periodischen Mitteilungen des Volksschulwesens herausgegeben. 1875 arbeitete er bei der Revision der Schulen des Eichsfeldes mit und fuhr 1880 im ministerialen Auftrag nach Dänemark und Schweden, um die dortigen Anstalten zur Verbesserung der „Knabenhandfertigkeiten“ kennenzulernen. Er reichte eine Denkschrift über die Praktische Vorbildung der Gymnasiallehrer ein. Hier schlug er anstelle des bisherigen Probejahres ein Lehrjahr an bestimmten Musterschulen vor.
Durch seine vielen Aktivitäten machte Brandi weiter Karriere. Er wurde zum Mitglied des Provinzialschulkollegiums nach Hannover berufen. Hier musste der katholische Lehrer über die Angelegenheiten der katholischen Gymnasien als Referent berichten. Er blieb nur kurze Zeit in Hannover. Im Herbst 1891 wurde er als „Geheimer und Vortragender Rat“ in das Preußische Ministerium der geistlichen, Unterrichts- und Medizinalangelegenheiten nach Berlin berufen. In der dieser letzten Wirkungsstätte verblieb er 13 Jahre. Zeitweise übernahm er noch die Leitung der Königlichen Turnlehrer-Bildungsanstalt und baute die „Fortbildungskurse für die im Amt stehenden Lehrer“ auf. Er starb 1914 in Berlin als „Wirklicher Geheimer Oberregierungsrat“.

## Ehrungen
- Dr. phil. h. c. der Universität Göttingen[1]